# یوهان اورب
یوهان اورب (استونیایی: Johann Urb؛ زادهٔ ۲۴ ژانویهٔ ۱۹۷۷) هنرپیشه اهل استونی-آمریکا است. وی از سال ۲۰۰۱ میلادی تاکنون مشغول فعالیت بوده‌است.
از فیلم‌ها یا برنامه‌های تلویزیونی که وی در آن نقش داشته‌است می‌توان به رزیدنت ایول: قصاص، ۲۰۱۲، سی‌اس‌آی: میامی، ۱۴۰۸، سمی، زندگی اتفاق می‌افتد و زولندر اشاره کرد.